# Tricarico (album)
Tricarico è il primo album del cantautore italiano Tricarico, pubblicato nel 2002.

## L'album
Prima della pubblicazione dell'album erano già uscite alcune canzoni come singoli: Io sono Francesco, che lo ha fatto conoscere, nel 2000, Drago (qui presente con il titolo cambiato in Il drago verdolino, nel singolo accoppiata ad una versione acustica di La neve blu) sempre nel 2000; La pesca (con Lavanda) e Musica nel 2001.
Il disco è caratterizzato musicalmente da sonorità elettroniche, che nel disco successivo verranno abbandonate per accostarsi al rock.
L'album è registrato negli studi Joe's Garage, Nautilus e Jungle Sound Station di Milano; Tricarico è autore dei testi e delle musiche di tutte le canzoni ed ha collaborato agli arrangiamenti (realizzati insieme a Mauro Tondini e Christian Gardoni).

## Tracce
1. Il caffè - 2' 53"
2. Musica - 3' 25"
3. Io sono Francesco - 4' 07"
4. Aeroplano giallo - 2' 38"
5. Il drago verdolino - 3' 23"
6. Neve blu - 3' 06"
7. Brillantini - 3' 18"
8. La pesca - 3' 19"
9. Gioia - 3' 34"
10. Lavanda - 3' 34"
11. Occhi blu - 3' 31"
12. Stupido pio pio - 3'19"

## Formazione
- Tricarico - voce, pianoforte, tastiera
- Mauro Tondini - chitarra, programmazione, tastiera, cori in 11
- Christian Gardoni - tastiera, chitarra
- Max Marcolini - chitarra
- Lorenzo Poli - basso
- Ivan Ciccarelli - batteria
- Davide Bassi - programmazione
- Stefano Brandoni - chitarra in Brillantini
- Luca Bona - basso in Brillantini
- Mao Granata - batteria in Lavanda
- Michele Lazzarini - sax, flauto

## Classifiche
| Paese  | Posizione raggiunta |
| ------ | ------------------- |
| Italia | 29                  |